# 勝浦盆地
勝浦盆地（かつうらぼんち）は、徳島県勝浦郡勝浦町に広がる盆地。勝浦川盆地（かつうらがわぼんち）ともいう。

## 河川
- 勝浦川
- 横瀬川（坂本川）

## 特徴
勝浦盆地の気候は、みかんの栽培に適している。また、県内有数の紅葉スポット・豪雪地域である。
標高300mから900mの山々に囲まれている。

## 勝浦盆地の広がる市町村
- 勝浦町